# Phyllonorycter kusdasi
Phyllonorycter kusdasi là một loài bướm đêm thuộc họ Gracillariidae. Nó được tìm thấy ở Mediterranean Region from Tây Ban Nha to Thổ Nhĩ Kỳ.
There are several generations per year.
Ấu trùng ăn Quercus pubescens. Chúng ăn lá nơi chúng làm tổ. They create a lower-surface tentiform mine.